# Cerodontha toluca
Cerodontha toluca este o specie de muște din genul Cerodontha, familia Agromyzidae, descrisă de Stéphanie Boucher în anul 2002. Conform Catalogue of Life specia Cerodontha toluca nu are subspecii cunoscute.